# Надыкта, Николай Григорьевич
Николай Григорьевич Надыкта (2 октября 1938, Холмская, Краснодарский край — 11 сентября 2017, Холмская, Краснодарский край) — водитель колхоза «Родина» Абинского района Краснодарского края. Полный кавалер ордена Трудовой Славы (1990).

## Биография
Родился 2 октября 1938 года в станице Холмская Абинского района Краснодарского края. Русский.
Трудовой путь начал в 1955 году в колхозе «Родина» Абинского района Краснодарского края. Закончил Усть-Лабинскую сельхозшколу. До 1961 года работал ветеринарным фельдшером, но понял что водительское дело ему ближе.
В 1961—1998 годах работал водителем в колхозе «Родина», в последнее время на бензовозе. Не считаясь со временем, во время уборки урожая обеспечивал бесперебойную подвозку горючего для комбайнов.
Указами Президиума Верховного Совета СССР от 14 февраля 1975 года и от 23 декабря 1976 года награждён орденами Трудовой Славы 3-й и 2-й степеней.
Указом Президента СССР от 3 сентября 1990 года за достижение высоких результатов в производстве, переработке и продаже государству сельскохозяйственной продукции на основе применения прогрессивных технологий и передовых методов организации труда Надыкта Николай Григорьевич награждён орденом Трудовой Славы 1-й степени. Стал полным кавалером ордена Трудовой Славы.
С 1998 года — на пенсии.
Жил в станице Холмская Абинского района Краснодарского края. Умер 11.09.2017.

## Награды и звания
Награждён орденами Трудовой Славы 1-й, 2-й, 3-й степеней:
3 ст. 14.02.1975 № 24815
2 ст. 23.12.1976 № 1337
1 ст. 03.09.1990 № 799
- Медаль «За доблестный труд»
- Медаль «За трудовую доблесть»
- Медаль «Ветеран труда»
- медалями ВДНХ
- медалями[1].
- Заслуженный работник сельского хозяйства РСФСР
- В 2003 году присвоено звание «Почётный гражданин Абинского района»